# Козлов, Сергей Аркадьевич
Серге́й Арка́дьевич Козло́в (род. 1 декабря 1956, Лиепая, Латвийская ССР) — советский и российский физик, специалист по нелинейной оптике и лазерной физике сверхкоротких импульсов; доктор физико-математических наук, профессор. Руководитель научных проектов Минобразования России, РФФИ, SPIE и других.

## Трудовая биография
В 1982 году окончил инженерно-физический факультет ЛИТМО, в 1985 — аспирантуру там же по кафедре квантовой электроники.
С 1986 года работает в ИТМО: инженер, ассистент, с 1991 года — доцент, с 1998 — профессор кафедры физики, создатель и руководитель проблемной лаборатории волновых процессов. С 2002 года — декан организованного им факультета Фотоники и оптоинформатики, заведующий кафедой Фотоники и оптоинформатики.
В 1995, 1997 и 1998 годах входил в список трёхсот лучших доцентов по классификации «Соросовский доцент»

## Научная деятельность
В 1986 году защитил кандидатскую, в 1997 — докторскую диссертацию.
Автор более 150 научных работ, в том числе патентов.

### Избранные труды
- Азаренков А. Н., Альтшулер Г. Б., Белашенков Н. Р., Козлов С. А. Нелинейность показателя преломления лазерных твёрдотельных диэлектрических сред // Квантовая электроника. — 1993. — Т. 20, № 8. — С. 733—757.
- Козлов С. А., Копп В. И., Мочалов И. В., Петровский Г. Т. Резонансные двухфотонные процессы в примесных комбинационно-активных кристаллах // Оптический журнал. — 1992. — № 11. — С. 15-22.
- Козлов С. А., Сазонов С. В. Нелинейное распространение импульсов длительностью в несколько колебаний световогополя в диэлектрических средах // Журнал экспериментальной и теоретической физики. — 1997. — Т. 111, В. 2. — С. 404—418.
- Козлов С. А., Самарцев В. В. Основы фемтосекундной оптики //М.: Физматлит. — 2009. — Т. 292.

## Награды
- премия Ленинского комсомола в области науки и техники (1987) — за работу «Многоцветные лазеры высокой яркости на основе твёрдотельных и твёрдотельно-жидкостных активных сред»
- диплом Минобразования (1994, 1997; 1998 — трижды) — за научное руководство лучшими научными студенческими работами
- медаль А. А. Лебедева (2000)[2] — за выдающиеся достижения в области физической оптики и значительный вклад в организацию научно-исследовательских работ по оптике студентами и аспирантами
- медаль «В память 300-летия Санкт-Петербурга» (2004)